# DSN1
DSN1 (англ. DSN1 homolog, MIS12 kinetochore complex component) – білок, який кодується однойменним геном, розташованим у людей на короткому плечі 20-ї хромосоми. Довжина поліпептидного ланцюга білка становить 356 амінокислот, а молекулярна маса — 40 067.
| 10         |  | 20         |  | 30         |  | 40         |  | 50         |
| ---------- |  | ---------- |  | ---------- |  | ---------- |  | ---------- |
| MTSVTRSEII |  | DEKGPVMSKT |  | HDHQLESSLS |  | PVEVFAKTSA |  | SLEMNQGVSE |
| ERIHLGSSPK |  | KGGNCDLSHQ |  | ERLQSKSLHL |  | SPQEQSASYQ |  | DRRQSWRRAS |
| MKETNRRKSL |  | HPIHQGITEL |  | SRSISVDLAE |  | SKRLGCLLLS |  | SFQFSIQKLE |
| PFLRDTKGFS |  | LESFRAKASS |  | LSEELKHFAD |  | GLETDGTLQK |  | CFEDSNGKAS |
| DFSLEASVAE |  | MKEYITKFSL |  | ERQTWDQLLL |  | HYQQEAKEIL |  | SRGSTEAKIT |
| EVKVEPMTYL |  | GSSQNEVLNT |  | KPDYQKILQN |  | QSKVFDCMEL |  | VMDELQGSVK |
| QLQAFMDEST |  | QCFQKVSVQL |  | GKRSMQQLDP |  | SPARKLLKLQ |  | LQNPPAIHGS |
| GSGSCQ     |  |            |  |            |  |            |  |            |

A: Аланін

C: Цистеїн

D: Аспарагінова кислота

E: Глутамінова кислота

F: Фенілаланін

G: Гліцин

H: Гістидин

I: Ізолейцин

K: Лізин

L: Лейцин

M: Метіонін

N: Аспарагін

P: Пролін

Q: Глутамін

R: Аргінін

S: Серин

T: Треонін

V: Валін

W: Триптофан

Кодований геном білок за функцією належить до фосфопротеїнів. 
Задіяний у таких біологічних процесах, як клітинний цикл, поділ клітини, мітоз, розходження хромосом, альтернативний сплайсинг. 
Локалізований у ядрі, хромосомах, центромерах, кінетохорі.